# Orphinus burmanicus
Orphinus burmanicus – gatunek chrząszcza z rodziny skórnikowatych i podrodziny Megatominae.
Gatunek ten opisany został w 2013 roku przez Jiříego Hávę na podstawie czterech okazów. Jako miejsce typowe wskazano prowincję Taninthayi w Mjanmie. Epitet gatunkowy pochodzi od nazwy kraju (Burma).
Chrząszcz o owalnym ciele długości 1,4–1,6 mm i szerokości 0,9–1,1 mm. Podstawowe ubarwienie ciała jest miodowobrązowe. Delikatnie punktowaną głowę porastają długie, sterczące włoski o żółtawej barwie. Oczy złożone są bardzo duże, brązowo oszczecone. Przyoczka ulokowane są na czole. Jasnobrązowe, żółto owłosione czułki buduje jedenaście członów, z których trzy ostatnie formują buławkę. Głaszczki są jasnobrązowe. Przedplecze jest porośnięte szarym owłosieniem. Powierzchnia przedplecza jest delikatnie punktowana, a w tyle gęsto dołkowana. Niemal trójkątna tarczka jest delikatnie punktowana, pozbawiona wyraźnego owłosienia. Na wierzchu pokryw występuje jednobarwne owłosienie. Podgięcia pokryw są ciemnobrązowe i szaro owłosione. Powierzchnia pokryw jest gęsto dołkowana. Owłosienie pygidium i sternitów odwłoka jest szare.
Owad orientalny, endemiczny dla Mjanmy, znany tylko z prowincji Taninthayi. Jest to jedyny stwierdzony w Mjanmie przedstawiciel swojego podrodzaju.